# 成田国際空港株式会社法
成田国際空港株式会社法（なりたこくさいくうこうかぶしきがいしゃほう、平成15年7月18日法律第124号）は、成田国際空港株式会社設立および規制等に関する日本の法律である。通称は成田空港会社法。
2003年7月18日に公布された。所管官庁は国土交通省。

## 概要
2000年（平成12年）12月1日に「行政改革大綱」が閣議決定され、全ての特殊法人等の事業や組織形態について見直しを行い、平成17年度末までに、廃止、民営化、独立行政法人化等の法制上の措置を講じることとされた。2001年（平成13年）6月22日、「特殊法人等改革基本法施行」により新東京国際空港公団の民営化が決定。2003年（平成15年）3月11日、「成田国際空港株式会社法案」が閣議決定。同年5月22日衆議院本会議可決、7月11日参議院本会議可決をもって「成田国際空港株式会社法」が成立。（7月18日公布）。これにより、2004年（平成16年）4月1日に新東京国際空港公団が解散し、その業務、運営を引き継ぐ特殊会社「成田国際空港株式会社」が設立された。

## 法律の構成
- 第1章 総則（第1条 - 第4条）
- 第2章 事業等（第5条 - 第14条）
- 第3章 雑則（第15条 - 第17条）
- 第4章 罰則（第18条 - 第23条）
- 附則